# Niveoscincus ocellatus
Espèce
Synonymes
- Mocoa ocellata Gray, 1845
- Lygosoma hieroglyphicum Duméril & Duméril, 1851

Niveoscincus ocellatus est une espèce de sauriens de la famille des Scincidae.

## Répartition
Cette espèce est endémique de Tasmanie en Australie.

## Habitat
Il s'agit d'un lézard vivant sur le sol trouvé généralement dans des habitats rocheux et abondant dans les parties septentrionale et orientale de l’État, ainsi que dans les îles orientales du détroit de Bass. Elle est présente entre 40 et 1 000 m d'altitude.

## Description
Cette espèce est vivipare.

## Publication originale
- Gray, 1845 : Catalogue of the specimens of lizards in the collection of the British Museum, p. 1-289 (texte intégral).